# Nyhavn 17
Nyhavn 17 er en dansk film fra 1933.
- Manuskript Paul Sarauw og Fleming Lynge.
- Instruktion George Schnéevoigt.

## Medvirkende
- Frederik Jensen
- Mathilde Nielsen
- Rasmus Christiansen
- Lili Lani
- Sigfred Johansen
- Karina Bell
- Karin Poulsen
- Hans W. Petersen